# Thợ khóa

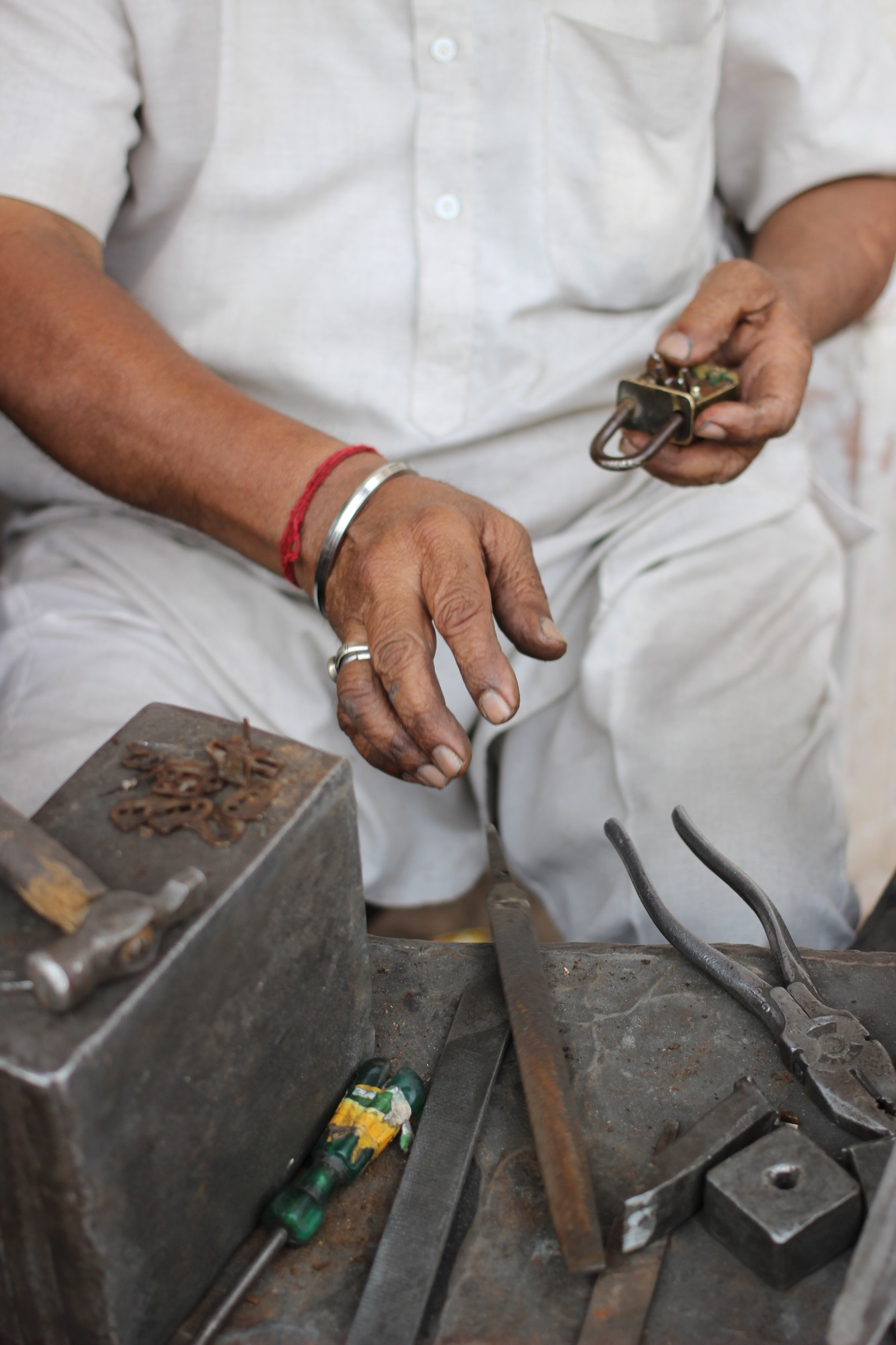
Thợ sữa khóa trên đường phố

Thợ khóa (Locksmithing) hay thợ đánh chìa khóa hoặc là thợ sửa khóa là những người thợ làm ra và sữa chữa những ổ khóa và chìa khóa. Ổ khóa đã được chế tạo từ hơn 2500 năm trước, ban đầu bằng gỗ và sau đó bằng kim loại. Thợ khóa là một nghề truyền thống và ở nhiều quốc gia đòi hỏi phải hoàn thành một khóa học nghề. Trình độ học vấn chính thức theo luật định khác nhau tùy theo quốc gia, từ không có bằng cấp chính thức đến chứng chỉ đào tạo do người sử dụng lao động cấp hoặc bằng bằng tốt nghiệp đầy đủ từ một trường cao đẳng kỹ thuật, cùng với thời gian làm học nghề. Ổ khóa là một cơ chế bảo vệ cho các tòa nhà, văn phòng, các phòng, tủ, đồ vật hoặc các cơ sở lưu trữ khác. "Thợ rèn" là một thợ kim loại tạo hình các mảnh kim loại, thường sử dụng lò rèn hoặc quy trình đúc khuôn, thành các vật dụng hữu ích hoặc để trở thành một phần của cấu trúc phức tạp hơn. Do đó, thợ khóa, như tên gọi của nó, là việc lắp ráp và thiết kế ổ khóa và chìa khóa tương ứng bằng tay. 
Hầu hết thợ khóa đều sử dụng cả dụng cụ cắt tự động và thủ công để đúc chìa khóa, nhiều dụng cụ trong số này chạy bằng pin hoặc điện.  Theo truyền thống, thợ khóa sẽ làm toàn bộ ổ khóa, làm việc nhiều giờ để cắt vít bằng tay và làm nhiều công việc giũa. Thiết kế ổ khóa trở nên phức tạp hơn đáng kể vào thế kỷ XVIII và thợ khóa thường chuyên sửa chữa hoặc thiết kế ổ khóa. Mặc dù việc thay thế chìa khóa bị mất cho ô tô và nhà ở, cũng như thay chìa khóa cho mục đích an ninh, vẫn là một phần quan trọng của nghề thợ khóa, một ấn phẩm của Chính phủ Hoa Kỳ năm 1976 đã lưu ý rằng thợ khóa hiện đại chủ yếu tham gia vào việc lắp đặt bộ khóa chất lượng cao và quản lý hệ thống chìa khóa và điều khiển chìa khóa. Hầu hết thợ khóa cũng cung cấp dịch vụ khóa điện tử, chẳng hạn như lập trình chìa khóa thông minh cho xe được trang bị bộ đáp ứng và triển khai hệ thống kiểm soát ra vào để bảo vệ cá nhân và tài sản cho các tổ chức quy mô lớn.

## Những thợ khóa

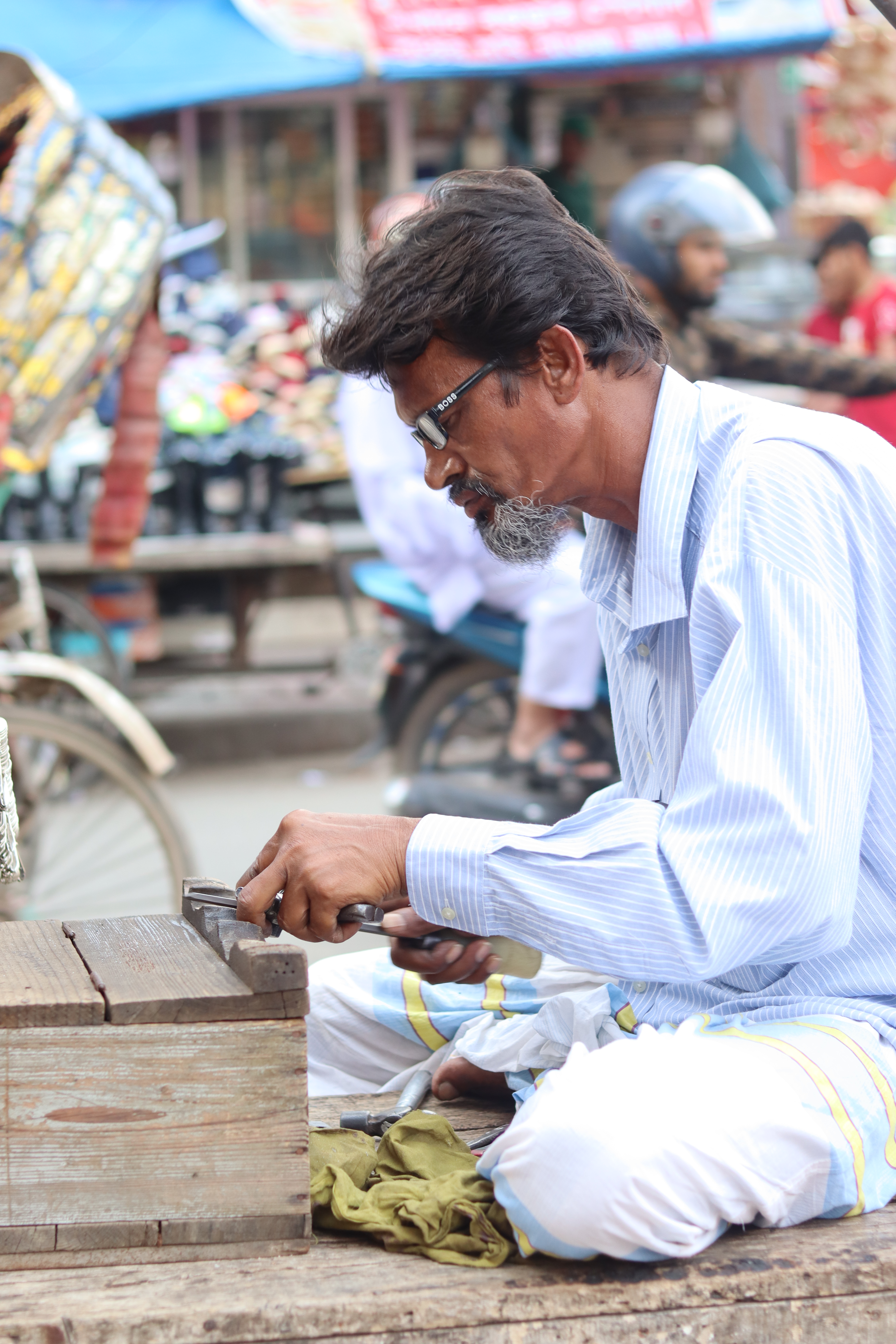
Một người thợ sữa khóa ở Dhaka

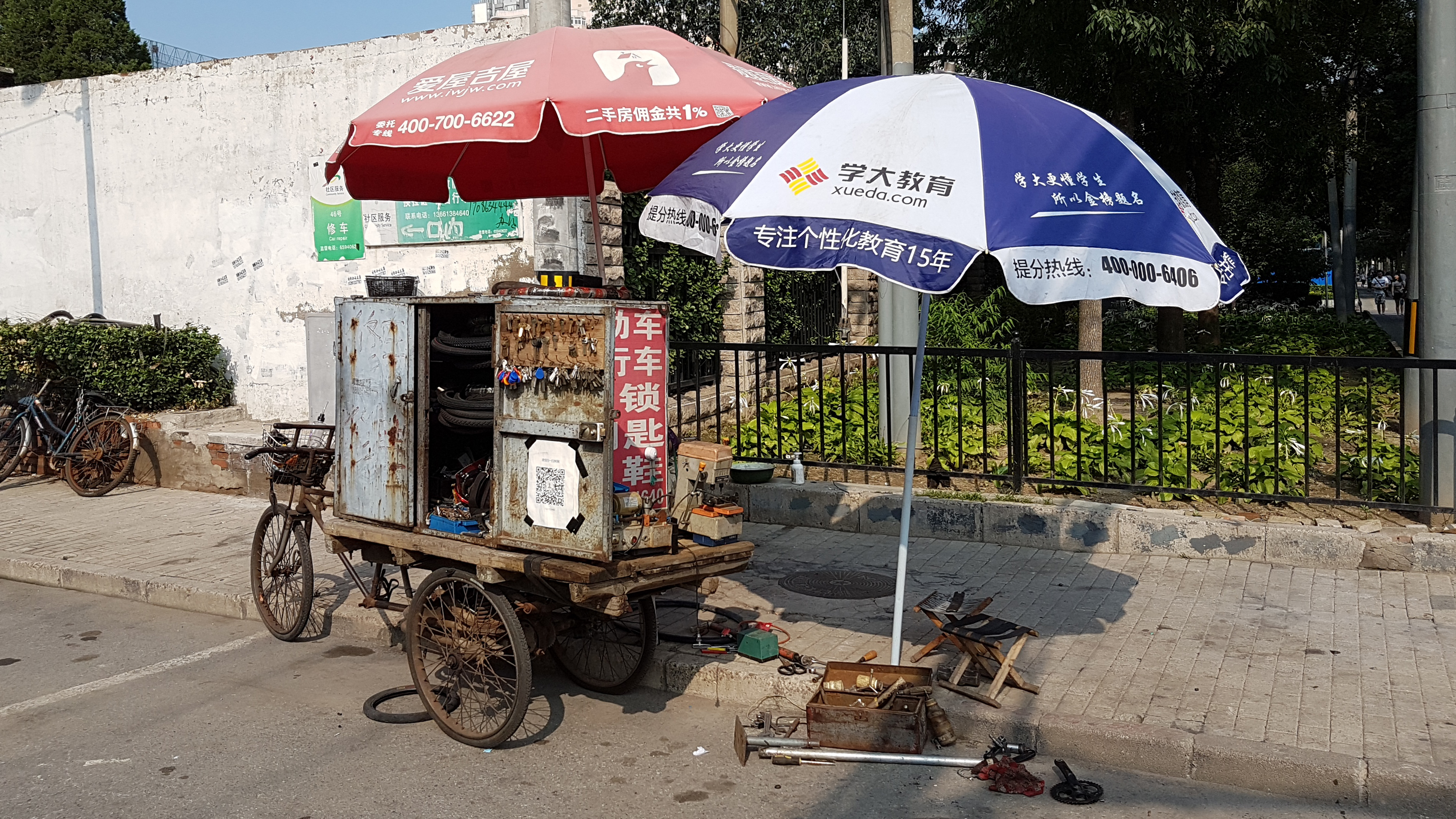
Một xe sữa khóa

- William F. Banham[3][4][5][6][7]
- Robert Barron
- Joseph Bramah[8] It was considered unpickable for 67 years until A.C. Hobbs picked it, taking over 50 hours.[9]
- Jeremiah Chubb
- James Sargent
- Samuel Segal
- Harry Soref
- Linus Yale Sr.
- Linus Yale Jr.
- Alfred Charles Hobbs